# Galea musteloides
Galea musteloides — вид гризунів родини кавієвих, що мешкає на півдні Перу, на більшій частині території Болівії, Аргентини, Парагваю та в північно-східному Чилі. Цей гризун має величезний діапазон висоти проживання: в Андах він трапляється до 5.000 м над рівнем моря, тоді як у Парагваї він знаходиться в низькому Чако. В Аргентині він знаходиться на 20 м над рівнем моря. Знаходиться в широкому спектрі сухих середовищ проживання.

## Опис
Він денний і наземний. У неволі період вагітності становить 53 днів, приплід розміром 2,7 (діапазон від 1 до 5), вага новонароджених в середньому 37 грам. Лактація триває близько трьох тижнів. Статева зрілість досягається в 1–3 місяці. Самиці можуть мати до семи приплодів на рік.